# James Elles
James Edmund Moncrieff Elles (født 3. september 1949) er siden 1984 britisk medlem af Europa-Parlamentet, valgt for Konservative Parti (UK) (indgår i parlamentsgruppen ALDE).